# 坪內逍遙

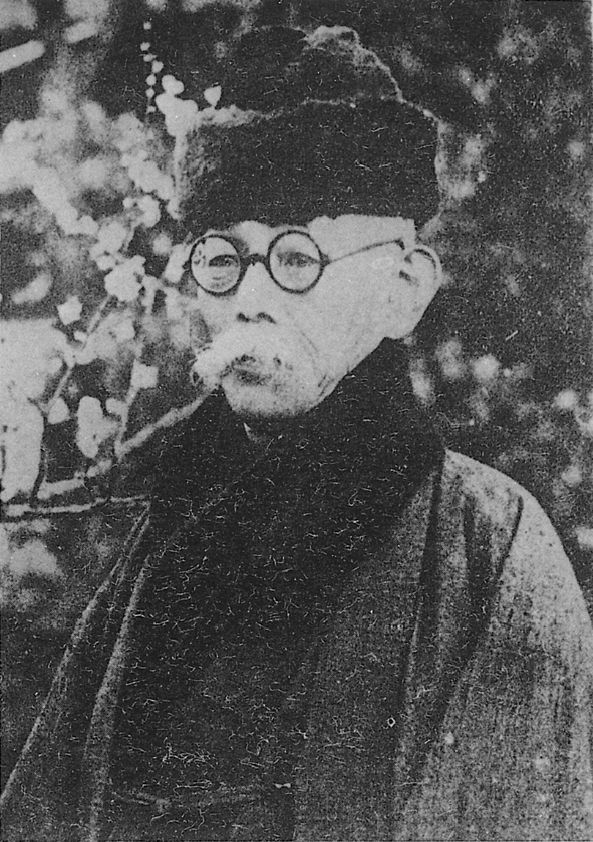
坪內逍遙

坪內逍遙（1859年6月22日—1935年2月28日），原名坪內雄藏，日本劇作家、小說家、評論家、翻譯家，筆名逍遙人。

## 生平
生於美濃國（今岐阜縣）加茂郡，父親坪內平之進，住名古屋郊外。1883年東京大學文學科畢業，傾心於英國文學，熱心從事戲劇革新運動，參加日本演藝協會。1891年創辦《早稻田文學》雜誌。1899年被授予文學博士學位。
1885年他在長篇文藝論文《小說神髓》中提倡新的寫實主義文學，主張“小說的主腦在表達人情和世態風俗”，又說“小說的主要特徵在於傳奇性，在於對社會風俗的描寫，對人生事件的展開。”是日本第一部重要的近代文學評論集，小說（novel）一詞在日本普遍使用，乃自坪內逍遙提倡開始，“長篇小說”（novel）、“短篇小說”（short story）、“社會小說”、“私小說”（self-novel）、“政治小說”、“問題小說”等小說名詞常見於日本報章，並由周作人傳入中國，影響中國政治小說之發展。
1909年主持成立了文藝協會的戲劇研究所。1915年起專心從事翻譯莎士比亞全集，70歲時完成莎士比亞全集40卷的翻譯工作。
坪內在東大期間常流連於大八幡楼的風月場所，1886年與娼妓花紫結婚，婚後無子，領養兄長坪內義衛的三男坪內士行為子，但後來兩人因故鬧翻，又斷絕關係。